# Góra (powiat buski)
Góra – wieś w Polsce, położona w województwie świętokrzyskim, w powiecie buskim, w gminie Tuczępy.
W latach 1975–1998 miejscowość należała administracyjnie do województwa kieleckiego.

## Integralne części wsi
| SIMC    | Nazwa  | Rodzaj  |
| ------- | ------ | ------- |
| 0275228 | Lizawy | kolonia |
| 0275234 | Piaski | kolonia |

## Dawne części wsi – obiekty fizjograficzne
W latach 70. XX wieku przyporządkowano i opracowano spis lokalnych części integralnych dla Góry zawarty w tabeli 1.

| Nazwa wsi – miasta | Nazwy części wsi – miasta                 | Nazwy obiektów fizjograficznych – charakter obiektu |
| ------------------ | ----------------------------------------- | --- |
| I. Gromada TUCZĘPY |                                           | |
| 1. Góra            | 1. Lizawy 2. Piaski 3. Wschodnia-Gór- ska | 1. Górskie Łąki — łąki 2. Lizawy — pole 3. Ostrowie — pole 4. Piaski — pole 5. Podmrowiniec — pole 6. Przymiarki — pole 7. Rędziny — pole, łąka 8. Za Przykopą — pole 9. Za Stodołami — pole 10. Zagrzebiec — las |

## Literatura
1. Kaczmarek Leon (red. nauk. zeszytu), Taszycki Witold (red. nauk. wyd.): Urzędowe Nazwy miejscowości i obiektów fizjograficznych. 33. Powiat staszowski województwo kieleckie. Komisja ustalania nazw miejscowości i obiektów fizjograficznych (do użytku służbowego). Z: 33. Warszawa: Urząd Rady Ministrów. Biuro do Spraw Prezydiów Rad Narodowych, 1970. Brak numerów stron w książce